# 11e régiment étranger d'infanterie
Pour les articles homonymes, voir 11e régiment.
Le 11e régiment étranger d’infanterie est un régiment de la Légion étrangère créé au début de la Seconde Guerre mondiale en 1939 et dissous en 1940.
Son héritier est le groupement du recrutement de la Légion étrangère.

## Création et dénominations
Le régiment est créé le 6 novembre 1939 à partir de réservistes et de légionnaires provenant d'autres unités. Constitué à l'origine de 3 000 hommes environ, il se compose de 3 bataillons.

## Chefs de corps
- Colonel Maire
- Colonel Robert
- Colonel Clément

## Historique des garnisons, campagnes et batailles

### Seconde Guerre mondiale
Affecté au secteur de Sedan, au sein de la 6e DINA, il résiste héroïquement dans le bois d'Inor les 27 et 28 mai 1940 où ses pertes sont estimées à 300 hommes.
Le 18 juin 1940, pour briser l'encerclement lors de la retraite, il perd la quasi-totalité de son 2e bataillon dont son commandant. Le régiment est détruit le 23 juin, il ne compte plus alors que 800 hommes.
Le 30 avril 2018, la garde du drapeau du 11e REI est confiée au groupement du recrutement de la Légion étrangère.

## Drapeau
Il porte, cousues en lettres d'or dans ses plis, les inscriptions suivantes :
- Camerone 1863

## Sources et bibliographie
- Mémorial de France, André-Paul Antoine, Éditeur Sequana, 1941.
- Histoire de la Légion - de Narvik à Kolwesi, Henri Le Mire, édition Albin Michel, 1978.